# Natation synchronisée aux Jeux olympiques d'été de 2012
Navigation
Pékin 2008 Rio de Janeiro 2016
Les compétitions de natation synchronisée aux Jeux olympiques d'été de 2012 se déroulent du 5 au 10 août 2012 au Centre aquatique de Londres.

## Épreuves
Deux épreuves de natation synchronisée sont au programme :
- Duo
- Ballet

## Résultats

### Duo

#### Qualifications
| Rang | Pays               | Nageuses                                    | Technique | Libre  | Total   |
| ---- | ------------------ | ------------------------------------------- | --------- | ------ | ------- |
| 1    | Russie             | Natalia Ishchenko & Svetlana Romashina      | 98.200    | 98.600 | 196.800 |
| 2    | Chine              | Huang Xuechen & Liu Ou                      | 96.100    | 96.710 | 192.810 |
| 3    | Espagne            | Ona Carbonell & Andrea Fuentes              | 96.000    | 96.590 | 192.590 |
| 4    | Canada             | Marie-Pier Boudreau Gagnon & Elise Marcotte | 94.500    | 94.750 | 189.250 |
| 5    | Japon              | Yukiko Inui & Chisa Kobayashi               | 93.200    | 93.200 | 186.400 |
| 6    | Ukraine            | Daria Iushko & Kseniya Sydorenko            | 92.200    | 92.140 | 184.340 |
| 7    | Italie             | Giulia Lapi & Mariangela Perrupato          | 90.700    | 90.740 | 181.440 |
| 8    | Grèce              | Evangelia Platanioti & Despoina Solomou     | 89.200    | 88.840 | 178.040 |
| 9    | Grande-Bretagne    | Olivia Allison & Jenna Randall              | 88.100    | 88.790 | 176.890 |
| 10   | France             | Sara Labrousse & Chloé Willhelm             | 87.700    | 88.340 | 176.040 |
| 11   | États-Unis         | Mary Killman & Mariya Koroleva              | 87.900    | 88.270 | 176.170 |
| 12   | Corée du Sud       | Park Hyun-Ha & Park Hyun-Sun                | 86.700    | 87.460 | 174.160 |
| 13   | Brésil             | Nayara Figueira & Lara Teixeira             | 87.100    | 87.000 | 174.100 |
| 14   | République tchèque | Soňa Bernardová & Alžběta Dufková           | 85.800    | 86.040 | 171.840 |
| 15   | Kazakhstan         | Anna Kulkina & Aigerim Zhexembinova         | 84.600    | 84.980 | 169.580 |
| 16   | Corée du Nord      | Jang Hyang-Mi & Jong Yon-Hui                | 84.400    | 84.830 | 169.230 |
| 17   | Israël             | Anastasia Gloushkov & Inna Yoffe            | 83.400    | 83.520 | 166.920 |
| 18   | Mexique            | Isabel Delgado & Nuria Diosdado             | 83.000    | 83.610 | 166.610 |
| 19   | Autriche           | Nadine Brandl & Livia Lang                  | 82.000    | 81.850 | 163.850 |
| 20   | Suisse             | Pamela Fischer & Anja Nyffeler              | 81.200    | 82.120 | 163.320 |
| 21   | Hongrie            | Eszter Czékus & Szofi Kiss                  | 79.400    | 79.080 | 158.480 |
| 22   | Argentine          | Etel Sanchez & Sofia Sanchez                | 78.900    | 78.410 | 157.310 |
| 23   | Australie          | Eloise Amberger & Sarah Bombell             | 77.400    | 77.480 | 154.880 |
| 24   | Égypte             | Shaza Abdelrahman & Dalia El-Gebaly         | 75.700    | 76.400 | 152.100 |

#### Finale
| Classement                          | Pays            | Nom                                       | Points |
| ----------------------------------- | --------------- | ----------------------------------------- | ------ |
| Médaille d'or, Jeux olympiques      | Russie          | Natalia Ishchenko Svetlana Romashina      | 98.900 |
| Médaille d'argent, Jeux olympiques  | Espagne         | Ona Carbonell Andrea Fuentes              | 96.900 |
| Médaille de bronze, Jeux olympiques | Chine           | Liu Ou Huang Xuechen                      | 96.770 |
| 4                                   | Canada          | Marie-Pier Boudreau Gagnon Elise Marcotte | 94.620 |
| 5                                   | Japon           | Yukiko Inui Chisa Kobayashi               | 93.540 |
| 6                                   | Ukraine         | Daria Iushko Kseniya Sydorenko            | 92.670 |
| 7                                   | Italie          | Giulia Lapi Mariangela Perrupato          | 90.720 |
| 8                                   | Grèce           | Evangelia Platanioti Despoina Solomou     | 89.360 |
| 9                                   | Grande-Bretagne | Olivia Allison Jenna Randall              | 89.170 |
| 10                                  | France          | Sara Labrousse Chloé Willhelm             | 88.560 |

### Ballet
| Classement | Pays            | Nageuses | Technique | Libre  | Total   |
| ---------- | --------------- | --- | --------- | ------ | ------- |
| Or         | Russie          | Anastasia Davydova Mariya Gromova Natalia Ishchenko Elvira Khasyanova Daria Korobova Alexandra Patskevich Svetlana Romashina Anjelika Timanina Alla Shishkina | 98.100    | 98.930 | 197.030 |
| Argent     | Chine           | Chang Si Chen Xiaojun Huang Xuechen Jiang Tingting Jiang Wenwen Liu Ou Luo Xi Wu Yiwen Sun Wenyan                                                             | 97.000    | 97.010 | 194.010 |
| Bronze     | Espagne         | Clara Basiana Alba Cabello Ona Carbonell Margalida Crespí Andrea Fuentes Thais Henríquez Paula Klamburg Irene Montrucchio Laia Pons                           | 96.200    | 96.920 | 193.120 |
| 4          | Canada          | Marie-Pier Boudreau Gagnon Stephanie Durocher Jo-Annie Fortin Chloe Isaac Stéphanie Leclair Tracy Little Elise Marcotte Valerie Welsh Karine Thomas           | 94.400    | 95.230 | 189.630 |
| 5          | Japon           | Yumi Adache Aika Hakoyama Yukiko Inui Mayo Itoyama Chisa Kobayashi Risako Mitsui Mariko Sakai Kurumi Yoshida Mai Nakamura                                     | 93.800    | 93.830 | 187.630 |
| 6          | Grande-Bretagne | Katie Clark Katie Dawkins Olivia Allison Jennifer Knobbs Victoria Lucass Asha Randall Jenna Randall, Katie Skelton Yvette Baker                               | 87.300    | 88.140 | 175.440 |
| 7          | Égypte          | Reem Abdalazem Shaza Abdelrahman Nour El Afandi Dalia El-Gebaly Samar Hassounah Youmna Khallaf Mai Mohamed Mariam Omar Aya Darwish                            | 77.600    | 78.360 | 155.960 |
| 8          | Australie       | Eloise Amberger Jenny-Lyn Anderson Sarah Bombell Olia Burtaev Tamika Domrow Bianca Hammett Tarren Otte Samantha Reid Frankie Owen                             | 77.500    | 77.430 | 154.930 |

## Tableau des médailles
| Rang  | Nation  | Or | Argent | Bronze | Total |
| ----- | ------- | -- | ------ | ------ | ----- |
| 1     | Russie  | 2  | 0      | 0      | 2     |
| 2     | Chine   | 0  | 1      | 1      | 2     |
| 3     | Espagne | 0  | 1      | 1      | 2     |
| Total | Total   | 2  | 2      | 2      | 6     |